# Reiner Haehling von Lanzenauer
Reiner Haehling von Lanzenauer (* 28. Juni 1928 in Karlsruhe; † 1. Juni 2025) war ein deutscher Jurist, Historiker und Autor.

## Beruflicher Werdegang
Haehling ist ein Sohn des Generalmajors Paul Haehling von Lanzenauer (1896–1943). Nach dem Jurastudium an der Universität Freiburg und Promotion war er als Gerichtsreferendar und nach der Zweiten Juristischen Staatsprüfung als Richter und Staatsanwalt in Bühl, Lörrach, Karlsruhe und Baden-Baden, zuletzt bis zu seiner Pensionierung 1993 jahrzehntelang als Leiter der Staatsanwaltschaft Baden-Baden tätig. Er war mit etlichen Aufsehen erregenden Ermittlungsverfahren befasst; die bekanntesten waren die jahrelange Fahndung nach dem Eisenbahnattentäter „Monsieur X“ und das Strafverfahren gegen den FDP-Politiker und Juwelenräuber Hans-Otto Scholl.

## Autor
Nachdem er in einem schwierigen Indizienprozess die Verurteilung des Eisenbahnattentäters Hermann Kraft („Monsieur X“) zu einer lebenslangen Freiheitsstrafe erreicht hatte, veröffentlichte Haehling ein Buch, in dem er den Gang der Ermittlungen und der Beweisführung schilderte.
Nach seiner Pensionierung wandte er sich verstärkt als Autor historischer Schriften und Beiträge mit dem Schwerpunkt Regionalgeschichte und Rechtsgeschichte der schriftstellerischen und Vortragstätigkeit zu.
Von 1960 bis 1993 widmete er sich ehrenamtlich der Straffälligenhilfe, ab 1987 als Vorsitzender des Badischen Landesverbands für soziale Rechtspflege. Er war ebenfalls im Vorstand der Reinhold-Schneider-Gesellschaft tätig und gab während fünf Jahren die Reinhold-Schneider-Blätter heraus.

## Ehrungen
- 1993: Bundesverdienstkreuz Erster Klasse
- 1999: Albrecht-Mendelssohn-Medaille
- 1999: Preis der Stadt Baden-Baden
- 2003: Reinhold-Schneider-Plakette
- 2013: Heimatmedaille des Landes Baden-Württemberg

## Veröffentlichungen
- Jugendselbstmord. Hamburg 1971.
- Der Eisenbahnattentäter Monsieur X: von der Spur zum Beweis. Heidelberg 1980, ISBN 3-7832-0680-4.
- Recht und Gericht in Baden-Baden. Karlsruhe 1987.
- Reinhold Schneider aus Baden-Baden: der Dichter und sein Städtlein. (= Beiträge zur Geschichte der Stadt und des Kurortes Baden-Baden. N.F. Band 3). Baden-Baden 1991.
- Alfred Mombert, der Weltenseher. In: NJW. 1992, 1284.
- Die vergessene Kanone: eine Erzählung gegen den Krieg. Baden-Baden 1993, ISBN 3-87264-008-9.
- Das Baden-Badener Attentat. (= Beiträge zur Geschichte der Stadt und des Kurortes Baden-Baden, Arbeitskreis für Stadtgeschichte Baden-Baden. Band 5). 1995 (über das Attentat auf Kaiser Wilhelm I.)
- Düstere Nacht, hellichter Tag – Erinnerungen aus dem 20. Jahrhundert. Karlsruhe 1996, ISBN 3-7617-0330-9. (Memoiren)
- Wirkte Schillers französisches Ehrenbürgerrecht für seine Nachkommen? In: NJW. 1997, 1139.
- Frühe Jahre eines späteren Revolutionärs. Aus der Jugendzeit von Joseph Ignaz Peter. In: Aquae. Beiträge zur Geschichte der Stadt und des Kurortes Baden-Baden. 30, 1997, S. 9–22.
- Tischtuchgeflatter: dreizehn Erzählungen und ein Gedicht. Baden-Baden 2000, ISBN 3-87264-010-0.
- Ein Gedenken an Dr. Heinrich und Therese Wetzlar. Karlsruhe 2004, ISBN 3-00-014608-3.
- Das Verbrechen des Karl Hau. In: Blick in die Geschichte. Nr. 69, Institut für Stadtgeschichte Karlsruhe 2005. (Onlineversion)
- Das Strafverfahren gegen den Rechtsanwalt Karl Hau. In: ZGO. 153, 2005, S. 545–568. (Volltext)
- Angeklagt wegen Mordes: Rechtsanwalt Karl Hau. In: Jahrbuch der juristischen Zeitgeschichte. Heft 7 (2005/2006), S. 389–414. (Volltext)
- Hermann Fecht: badischer Justizminister; 1880–1952. Sonderdruck aus: Lebensbilder aus Baden-Württemberg. Stuttgart 2005, ISBN 3-17-018980-8.
- Gertrud Luckner, Helferin der Bedrängten. In: Reinhold-Schneider-Blätter, Mitteilungen der Reinhold-Schneider-Gesellschaft. Heft 17, 2005, S. 35–57. (Digitalisat)
- Dichterjurist Scheffel. (= Schriftenreihe des Rechtshistorischen Museums Karlsruhe. Heft 6). Karlsruhe 1988, ISBN 3-922596-20-7.
- Das Landgericht Baden-Baden. (Volltext) (PDF; 47 kB)
- Der Mord an Matthias Erzberger. (= Schriftenreihe des Rechtshistorischen Museums Karlsruhe. H. 14). 2008, ISBN 978-3-922596-75-2.
- Das Badische Landrecht und das badische Rechtswesen im 19. Jahrhundert. 2008.
- Die Stadt Baden-Baden im Werk Reinhold Schneiders. In: Badische Heimat. 2008, S. 45.
- Karl Buzengeiger, Präsident des OLG Karlsruhe, Festschrift für Dietrich Pannier. 2010, S. 75.
- Otto Flake in Baden-Baden. In: Badische Heimat. 2010, S. 677.
- Der Zeppelinreiter Herbert Winsloe. In: Badische Heimat. 2011, S. 478.
- Zwischen Gelehrtheit und Euthanasie: Alfred Hoche. In: Jb. der Jur. Zeitgeschichte. 2012, S. 267.
- Staatspräsident De Gaulle in Baden-Baden. In: Aquae. 2012, S. 118.
- Das Gottesurteil bei Victor von Scheffel. In: Ulrich Falk, Markus Gehrlein, Gerhart Kreft, Marcus Obert (Hrsg.): Rechtshistorische und andere Rundgänge. Festschrift für Detlev Fischer. (= Schriftenreihe des Rechtshistorischen Museums Kar1sruhe, Große Reihe. Band 1). Karlsruhe 2018, OCLC 1033828646
- Der badische Jurist Reichlin von Meldegg und seine Zeit. Schriftenreihe des Rechtshistorischen Museums Karlsruhe, 2019, ISBN 978-3-922596-28-8.
- Ein streitbarer Professor. In: Zeitschrift "Schau-ins-Land" Freiburg 2019, S. 39.

## Einzelbelege
1. ↑  Badische Biographien. N. F. 5, 2005, S. 119.
2. ↑  Dunkle Stimme. In: Der Spiegel. Nr. 39, 1978 (online – 25. September 1978).
3. ↑  Urteil. In: Der Spiegel. Nr. 11, 1979 (online – 12. März 1979).
4. ↑  Michael Schwelien: Ein Spieler, der zu hoch gesetzt hat? In: Die Zeit. 12. Juli 1985.

| Personendaten    | Personendaten                    |
| ---------------- | -------------------------------- |
| NAME             | Haehling von Lanzenauer, Reiner  |
| ALTERNATIVNAMEN  | von Haehling, Reiner             |
| KURZBESCHREIBUNG | deutscher Staatsanwalt und Autor |
| GEBURTSDATUM     | 28. Juni 1928                    |
| GEBURTSORT       | Karlsruhe                        |
| STERBEDATUM      | 1. Juni 2025                     |